# آلسیو دوناروما
آلسیو دوناروما (انگلیسی: Alessio Donnarumma؛ زادهٔ ۱۶ فوریهٔ ۱۹۹۸) بازیکن فوتبال است.
وی همچنین در تیم ملی فوتبال زیر ۱۶ سال ایتالیا بازی کرده‌است.